# 14351 Tomaskohout
14351 Tomaskohout è un asteroide della fascia principale. Scoperto nel 1986, presenta un'orbita caratterizzata da un semiasse maggiore pari a 2,4104148 UA e da un'eccentricità di 0,1987655, inclinata di 2,45248° rispetto all'eclittica.